# Кудько, Николай Каленикович
Николай Каленикович Кудько (1922—1990) — советский военный инженер-конструктор, специалист по ракетам на твёрдом топливе, кандидат технических наук (1961), полковник (1971). Лауреат Государственной премии СССР (1976).

## Биография
Родился 16 апреля 1922 года в селе Гнедино, Бориспольского района Киевской области в крестьянской семье.
С 1939 года призван в ряды РККА и направлен в Ленинградское артиллерийское техническое училище зенитной артиллерии имени П. И. Баранова. С 1941 по 1942 год участник Великой Отечественной войны в составе войск Юго-Западного фронта на командно-технических должностях, в том числе начальником хранилища военного склада и помощника начальника отдела Управления начальника артиллерии этого фронта.
С 1942 по 1947 год обучался на инженерном факультете Артиллерийской академии РККА имени Ф. Э. Дзержинского. С 1948 по 1965 год на научно-исследовательской работе в 4-м Научно-исследовательском институте Министерства обороны СССР (с 1959 года в структуре Ракетных войск стратегического назначения СССР) в должностях научного сотрудника, с 1951 по 1954 и с 1955 по 1965 год — старший научный сотрудник. С 1954 по 1955 год — начальник Научно-исследовательской лаборатории. В 1961 году защитил диссертацию на соискание учёной степени кандидат технических наук, а в 1965 году ему было присвоено учёное звание старший научный сотрудник.
С 1965 по 1966 год в качестве районного инженера Главного управления ракетного вооружения РВСН СССР состоял при Научно-исследовательском институте реактивных порохов (НИИ-125). С 1966 по 1971 год на научно-исследовательской работе в Главном управлении ракетного вооружения Ракетных войск стратегического назначения СССР в должности начальника отдела реактивного управления. В 1971 году Приказом МО СССР Н. К. Кудько было присвоено звание полковник. С 1971 по 1977 год служил в 4371-м военном представительстве Министерства обороны СССР в должности районного инженера и руководителя этого военного представителя, занимался руководством контроля разработки ракет на твёрдом топливе, агрегатов и систем подвижных и стационарных ракетных комплексов в Московском институте теплотехники при Министерстве оборонной промышленности СССР. В 1971 году Постановлением ЦК КПСС и СМ СССР за создание и организацию серийного производства ракеты «Темп-2С», системы управления и головной части Н. К. Кудько был удостоен Государственной премии СССР.
С 1977 года в запасе Вооружённых сил СССР. С 1977 по 1990 год на научно-исследовательской работе в Московском институте теплотехники в качестве начальника отдела, помощника и заместителя главного конструктора этого института. Н. К. Кудько был внесён весомый вклад в создании межконтинентальных баллистических ракет на твёрдом топливе.
Скончался 11 января 1990 года в селе Архангельское Красногорского района, похоронен на Невзоровском кладбище Пушкинского района Московской области.

## Награды
- Орден Отечественной войны II степени (1985)
- Орден Красной Звезды (1955)
- Орден «За службу Родине в Вооружённых Силах СССР» III степени (1975)
- Государственная премия СССР (1976)[1][2][3][4].